# Karl Heldmann (Fußballspieler)
Karl Heldmann (Lebensdaten unbekannt) war ein deutscher Fußballspieler.

## Karriere

### Vereine
Heldmann gehörte dem FSV Frankfurt als Mittelfeldspieler an, für den er zunächst in der vom Süddeutschen Fußball-Verband ausgetragenen Meisterschaft 1932/33 in der Bezirksliga Main/Hessen Punktspiele bestritt. Die Saison verlief für ihn und seine Mannschaft recht erfolgreich, da man aus der Gruppe Main als Sieger – noch vor Eintracht Frankfurt – hervorging, anschließend die Gruppe Nord/Süd innerhalb der Endrunde um die Süddeutsche Meisterschaft gewann, wie auch das am 30. April 1933 mit 1:0 gegen den TSV 1860 München, dem Sieger der Gruppe Ost/West, gewonnene Finale. In der sich anschließenden Endrunde um die Deutsche Meisterschaft kam er am 7. Mai 1933 beim 6:1-Achtelfinal-Sieg über den PSV Chemnitz zum Einsatz, in dem er mit dem Treffer zum  sein einziges Tor erzielte. Auch das am 21. Mai mit 0:1 beim FC Schalke 04 verlorene Viertelfinale bestritt er.
Von 1933 bis 1939 spielte er in der Gauliga Südwest, in einer von zunächst 16, später auf 23 aufgestockten Gauligen zur Zeit des Nationalsozialismus als einheitlich höchste Spielklasse im Deutschen Reich, anschließend von 1939 bis 1941 in der Staffel Mainhessen. Als Zweitplatzierter erzielte er am Saisonende 1938/39 mit der Mannschaft das beste Ergebnis. Die am 27. August 1939 mit dem ersten Spieltag begonnene Folgesaison wurde mit Beginn des Zweiten Weltkriegs nach dem ersten Spieltag unterbrochen und später in zwei Staffeln zu je sieben Mannschaften neu angesetzt. Am Saisonende schloss der FSV Frankfurt die Staffel Mainhessen als Drittplatzierter, danach als Fünftplatzierter, ab. 
Während seiner Vereinszugehörigkeit bestritt er 1937 ein Spiel, 1938 und 1939 jeweils zwei Spiele im Tschammerpokal-Wettbewerb. Sein Debüt gab er am 29. August 1937 bei der 1:2-Erstrunden-Niederlage beim VfB Mühlburg. Sein letztes Spiel bestritt er am 3. Dezember 1939 bei der 0:4-Zweitrunden-Niederlage bei Fortuna Düsseldorf.

### Auswahlmannschaft
Heldmann nahm als Spieler der Gauauswahlmannschaft Südwest im Wettbewerb um den Reichsbundpokal 1935/36 teil und kam am 1. März im Frankfurter Waldstadion beim 2:2-Unentschieden gegen die Gauauswahlmannschaft Sachsen zum Einsatz, wie auch am 24. Mai im Leipziger Stadion Probstheida bei der 0:9-Niederlage im Wiederholungsspiel.

## Erfolge
- Süddeutscher Meister 1933
- Reichbundpokal-Finalist 1936
- Tschammerpokal-Finalist 1938